# Camaridium bradeorum
Camaridium bradeorum, es una orquídea originaria de Sudamérica. 

## Descripción
Es una orquídea de gran tamaño, cespitosa, de hábito epífita y terrestre ocasional con decumbentes  brotes que surgen sucesivamente terminados por un pseudobulbo comprimido ovoide a suborbicular,  envueltos basalmente por un par de vainas y que lleva una sola hoja, estrechamente elíptica, ensanchándose gradualmente hacia el ápice, aguda, estrechándose gradualmente por debajo, petiolada. Florece en el verano hasta el otoño en una sola inflorescencia axilar de 7 cm de largo, con flores envueltas por brácteas florales.

## Distribución y hábitat
Se encuentra en Costa Rica y Panamá en bosques premontanos y bosques húmedos montanos en elevaciones de 700 a 1.800 metros.   

## Taxonomía
Camaridium bradeorum fue descrita por Rudolf Schlechter  y publicado en Repertorium Specierum Novarum Regni Vegetabilis, Beihefte 19: 141–143, 57. 1923.
Sinonimia
- Maxillaria bradeorum (Schltr.) L.O.Williams
- Maxillaria semiorbicularis Ames & C.Schweinf.	[1][3][4]